# Walther II. (Münsterschwarzach)
Walther II. († 2. Februar 1354) war von 1342 bis 1354 Abt des Benediktinerklosters in Münsterschwarzach.

## Münsterschwarzach vor Walther
Abt Walther II. war bereits der fünfunddreißigste Abt, der das Kloster in Münsterschwarzach leitete. Obwohl, bedingt durch die schlechte Quellenlage des 13. und 14. Jahrhunderts, einige Äbte den Klosterchronisten unbekannt geblieben sind und erst durch die neuere Forschung belegt werden konnten, lassen sich doch Schlüsse auf die Verfasstheit des Klosters in diesen Jahren ziehen. Trotz einiger wirtschaftlicher Schwierigkeiten festigten sich die wirtschaftlichen Grundlagen der Abtei.
Zu Beginn des 14. Jahrhunderts kam es zu einer Spaltung des Konvents. Grund hierfür war der Streit zweier Männer um die Abtswürde. Der gewählte Prälat Konrad I. Zobel wurde von seinem Kaplan Konrad II. zur Resignation veranlasst, erhielt allerdings später sein Amt zurück. Der Nachfolger, Johannes I., verkaufte zwar sehr viele Klostergüter, finanzierte allerdings damit lediglich den Ausbau der Wallfahrtskirche in Dimbach, für die Abt Heinrich dann eine Propstei etablierte.

## Leben
Über die Familie und Herkunft des Abtes gibt es nur wenige Informationen. Eventuell war Walther II. Teil der fränkischen Reichsritter von Egloffstein, die ihren Stammsitz in der Fränkischen Schweiz hatte. Auch die frühe Ausbildung des späteren Abtes bleiben weitgehend im Unklaren. Erstmals urkundlich erwähnt wurde Walther in einer Urkunde seines Vorgängers Konrad III. aus dem Jahr 1339. Er war damals Prior und füllte damit ein wichtiges Amt innerhalb der Klostergemeinschaft aus.
Abt wurde Walther II. wohl gegen Ende des Jahres 1342. Als Abt urkundete Walther erstmals am 3. Februar 1344. Unter der Herrschaft des Prälaten Walther trennte man 1345 das Konvents- vom Abteigut. Weitere überlieferte Amtshandlungen sind die Verpfändung des Dettelbacher Zehnten an Eberhard von Hirschhorn und die Überlassung der gesamten Klostergüter auf Zeit, die Cunrad Zollner von Hallburg übergeben wurden. Im Gegenzug bezahlte Cunrad die Klosterschulden.
Zu dieser Zeit war das Kloster Münsterschwarzach eines der finanziell leistungsfähigsten im gesamten Bistum Würzburg. Lediglich das Domkapitel und die Stifter Haug und Neumünster mussten mehr als die 30 Pfund Heller entrichten, die die Mainabtei zu zahlen hatte. In Walthers Amtszeit fällt auch die offizielle Erhebung der Kirche St. Maria de Rosario in Dimbach zur Propstei, die 1351 eine Bestätigung von Bischof Albrecht II. von Hohenlohe erhielt.
Die letzte Erwähnung erfuhr Abt Walther II. im Jahr 1353. Er unterzeichnete damals die Abtrennung der Pfarrei Prichsenstadt von der Mutterkirche in Stadelschwarzach, da er hier das Patronatsrecht innehatte. Im Jahr 1354, wohl am 2. Februar starb Walther II. nach Angaben der Klosterchronisten. Sein Nachfolger wurde Walther III., sodass, aufgrund der Namensgleichheit, keine urkundlich begründete Trennungslinie zwischen beiden Äbten herrscht.

## Wappen

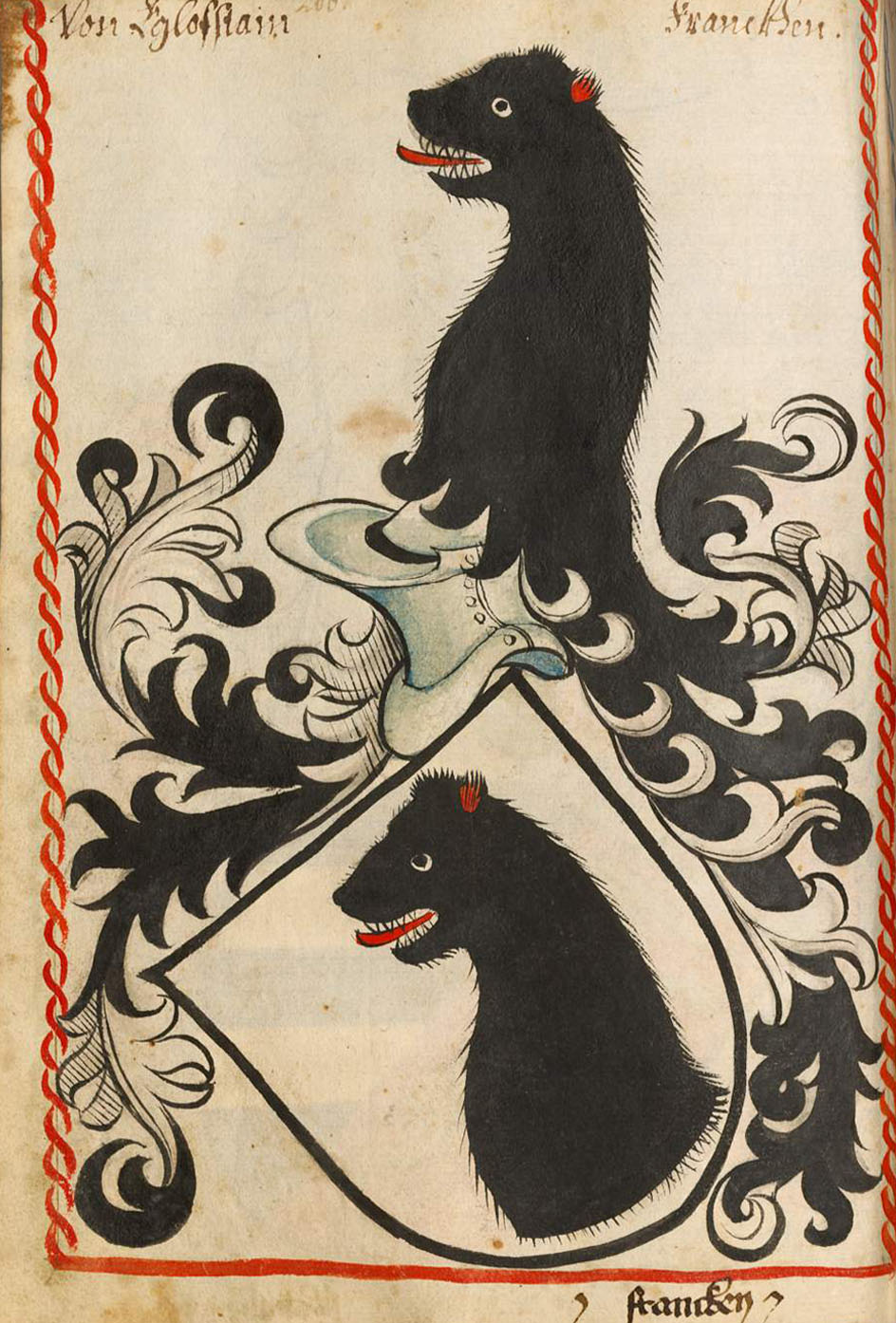
Das Familienwappen nach Scheibler

Ein persönliches Wappen ist für Abt Walther nicht überliefert. Sollte er jedoch Teil des Adelsgeschlechts der Egloffstein aus dem heutigen Oberfranken gewesen sein, existierte ein Familienwappen. Beschreibung des Familienwappens: In Silber ein rechtsgekehrter, schwarzer Bärenkopf mit roter Zunge; die Helmdecken rechts schwarz-silbern und links schwarz-golden; auf dem Helm das Wappenbild.